# Charles Stanhope (3e comte de Harrington)
Charles Stanhope (17 mars 1753 – 5 septembre 1829) est un officier de l'armée britannique et un homme politique qui siège à la Chambre des communes entre 1774 et 1779, avant d'accéder à la pairie en tant que comte de Harrington.

## Biographie
Il est le fils de William Stanhope (2e comte de Harrington), et Lady Caroline Fitzroy, fille de Charles FitzRoy (2e duc de Grafton), et de Lady Henriette Somerset, fille de Charles Somerset, et Rebecca Child. Il fait ses études au Collège d'Eton.
Stanhope commande les Coldstream Guards en 1769. Au cours de la campagne de Saratoga de la Guerre d'indépendance des États-Unis comme vicomte Petersham, il commande le 29e Régiment d'infanterie et est un aide-de-camp du général John Burgoyne.
Il est colonel du 85e régiment d'infanterie (1778-1783), du 65e régiment d'infanterie (1783-1788) et du 29e régiment d'infanterie (1788-1792). Il est finalement colonel du 1st Regiment of Life Guards de 1792 jusqu'à sa mort. Il est promu au grade de général en 1803, et fait GCH en 1821.
Le vicomte Petersham peut être vu dans le célèbre tableau "L'Enterrement du Général Fraser, à Saratoga" debout au-dessus de Simon Fraser of Balnain.
Il est brièvement élu pour siéger en tant que député de Thetford , en 1774, puis de 1776 à 1779 comme l'un des députés de Westminster.

## Famille

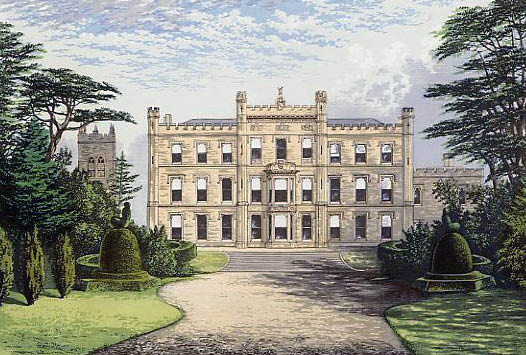
Elvaston Castle

Lord Harrington épouse Jane Fleming, fille de John Fleming, 1er baronnet. Elle est une Dame de la Chambre à coucher de la Reine-Charlotte. Lord et Lady Harrington ont onze enfants:
- Charles Stanhope (4e comte de Harrington) (8 avril 1780 – 3 mars 1851). Il est marié à Maria Foote (en), fille de Samuel Foote.
- Lincoln Edwin Robert Stanhope (26 novembre 1781 – 29 février 1840).
- Anna Maria Stanhope (en), duchesse de Bedford (3 septembre 1783 – 3 juillet 1857). Elle est mariée à Francis Russell (7e duc de Bedford).
- Leicester Stanhope (5e comte de Harrington) (2 septembre 1784 – 7 septembre 1862). Il épouse Elizabeth Green, la fille de William Green et Ann Rose Hall.
- William Sefton George Stanhope (29 décembre 1785 – février 1786)
- FitzRoy Henry Richard Stanhope (24 avril 1787 – 11 avril 1864). Doyen de St Buryan, de Cornwall et recteur de Catton et de Wressle dans le Yorkshire. Il épouse Caroline Wyndham, la fille illégitime de l'Honorable Charles Wyndham. Ils sont les parents de Charles Stanhope (7e comte de Harrington), son jeune frère Percy Stanhope et de plusieurs autres enfants.
- Francis Charles Stanhope (29 septembre 1788 – 9 octobre 1862). Il a trois enfants avec Hannah Wilson, fille de James Wilson de Parsonstown Manor, dans le Comté de Meath.
- Henry William Stanhope (2 août 1790 – 21 juin 1872). Recteur de Gawsworth.
- Caroline Anne Stanhope (20 novembre 1791 – 25 novembre 1853), mariée à Edward Ayshford Sanford , le 21 juin 1841.
- Charlotte Augusta Stanhope (15 février 1793 – 15 février 1859), mariée à Augustus FitzGerald (3e duc de Leinster), le 16 juin 1818.
- Auguste Henry Edward Stanhope (25 mars 1794 – 8 décembre 1831). Le 8 mai 1813, il épouse Jane Baldwin dans l'Église Paroissiale de Saint-Jean, Hampstead, sous le nom de "Edward Stanhope" et déguisé comme un palefrenier. Le mariage a été annulé en 1822, en raison de l'absence de publication des bans (26 Geo. 2.c.33)[4].